# Apisa kivensis
Pseudothyretes rubicundula là một loài bướm đêm thuộc phân họ Arctiinae, họ Erebidae.